# Roos Prommenschenckel
Roos Astrid Prommenschenckel (Utrecht, 4 maart 1984) is winnaar van de Mis(s)verkiezing 2006 en was ambassadeur van Onbeperkt Nederland.
Prommenschenckel heeft sinds 2004 de zeldzame handicap torticollis spasmodica, waarbij de nek door een foutieve spierspanning in een abnormale stand staat. Haar hoofd wordt naar achteren getrokken, waardoor ze moeilijk kan ademhalen en zij gedwongen is een groot deel van de dag liggend door te brengen. Haar opleiding aan de theaterschool moest ze staken vanwege de ziekte en ze werd volledig arbeidsongeschikt verklaard.

## Actievoeren
Het ging haar bij de mis(s)verkiezing niet om de prijzen, maar zij wilde graag ambassadeur worden van Onbeperkt Nederland. Ze wilde zich op die manier nuttig maken voor de maatschappij. In 2008 richtte ze een eigen stichting op, de Roos Prommenschenckel Foundation. Met deze stichting wil zij de weg vervolgen die zij was ingeslagen als ambassadeur van Onbeperkt Nederland. Ze strijdt voor een onbeperkt, gelijk en toegankelijk Nederland.  

### Vervoer
Prommenschenckel maakt zich onder andere hard voor toegankelijk treinvervoer voor mensen met een beperking. Dit is nodig, omdat er nog steeds ontoegankelijke treinen rijden. Ze heeft veel overleg met politici, de NS, Prorail, belangenverenigingen en andere betrokkenen. Resultaten van haar strijd zijn dat de aanvraagtijd voor assistentieverlening is verkort van drie naar één uur. Tussen 2015 en 2025 komen er 50 stations bij met assistentieverlening, waardoor het totaal aantal stations met hulp in augustus 2017 ongeveer 150 is tegenover ongeveer 120 zonder. De NS ontwikkelt een digitaal vangnet waardoor het reizen met de trein betrouwbaarder en veiliger wordt. Via dat vangnet kunnen reizigers met een rolstoel worden gevolgd tijdens hun reis.

## Pimplijn
Tijdens haar ambassadeurschap gaven betrokkenen aan dat zij zich liever van hun hulpmiddelen distantieerden omdat die vaak saai en lelijk zijn. Prommenschenckel ontwikkelde daarom een aankleedlijn voor hulpmiddelen van mensen met een beperking, zoals rolstoelen, elleboogkrukken en rollators. Nu kunnen ze hun hulpmiddel oppimpen en aanpassen aan hun eigen persoonlijkheid en kledingstijl. 
Medio 2016 en begin 2017 deed Prommenschenckel mee als model tijdens de Amsterdam Fashion Week aan de Show van SUE. 

## Onderscheidingen
Na de mis(s)verkiezing in 2006 werd Prommenschenckel in 2009 tweede bij de eerste Miss Disabled Beauty Contest of the World, een internationale verkiezing voor vrouwen met een lichamelijke beperking.
In 2016 won Prommenschenckel de 'Gouden Venus van Milo' voor de meest inspirerende Nederlander met een beperking.